# Julia Stiles
Pour les articles homonymes, voir Stiles.
Julia Stiles, née le 28 mars 1981 à New York, est une actrice américaine.
Elle est notamment connue pour avoir incarné Kat Stratford dans Dix bonnes raisons de te larguer (Ten Things I Hate About You), l'agent de la CIA Nicky Parsons dans la série de films Jason Bourne et Lumen Pierce dans la cinquième saison de Dexter.

## Biographie
Julia O'Hara Stiles est née le 28 mars 1981 à New York (État de New York). Ses parents sont John O'Hara et Judith Newcomb Stiles.
Elle a un frère, John Stiles Jr. et une sœur, Jane Stiles.

### Vie privée
Le 4 septembre 2017, Julia Stiles se marie avec Preston J. Cook, rencontré sur le tournage de Viens avec moi, sur une plage de Seattle, aux États-Unis après 3 ans de concubinage. Le 20 octobre 2017, elle donne naissance à un garçon prénommé Strummer Newcomb Cook. 
En janvier 2022, elle donne naissance à leur second fils prénommé Arlo Cook. En novembre 2023, elle donne naissance à son troisième enfant.

## Carrière
Julia Stiles débute à 11 ans sur les planches des célèbres théâtres La Mama Theatre et Kitchen Theatre de New York avant de faire ses premières petites apparitions sur grand écran dans I Love You, I Love You Not (1996), film qui révéla également Claire Danes, James Van Der Beek et Jude Law.
À l'âge de 17 ans, elle tient seule l'affiche du thriller indépendant Wicked, film à
petit budget où elle fait sensation au festival de Sundance.
Mais c'est en 1999 que la jeune femme rencontre le succès grâce à la comédie pour adolescents Dix Bonnes Raisons de te larguer, où elle incarne la représentation moderne de La Mégère apprivoisée de William Shakespeare dans un lycée américain.
Rendue célèbre grâce à ce film, la jeune actrice surfe sur la vague du succès en continuant à se produire dans des remakes actualisés de pièces du dramaturge anglais. On la découvre ainsi dans le rôle de la pauvre Ophélie, folle amoureuse d'Hamlet / Ethan Hawke en 2000, puis dans le rôle de Desi Grable dans Othello 2003, transfuge moderne du personnage de Desdemone.
Ses talents de danseuse lui permettent de connaître un grand succès public avec Save the Last Dance (2001), où elle interprète une jeune adolescente perdue dans une banlieue noire américaine, et engrange plus de 90 millions de dollars de recettes rien qu'aux États-Unis. Elle fait un saut dans le passé et retourne dans les années 1950 avec Le Sourire de Mona Lisa aux côtés de Kirsten Dunst où elles ont pour professeur Julia Roberts.
Stiles renoue ensuite avec le thriller dans la trilogie Jason Bourne : La Mémoire dans la peau (2002), La Mort dans la peau (2004) et La Vengeance dans la peau (2007) où elle a pour partenaire Matt Damon.
En 2006, elle s'essaye au film d'horreur en tenant le rôle principal du remake de La Malédiction, aux côtés de Liev Schreiber.
Elle apparaît en 2010 dans la saison 5 de la série Dexter aux côtés de Michael C. Hall dans le rôle de la protégée de Dexter : Lumen Ann Pierce.
En 2012, elle tient le rôle de la sœur ainée de Jennifer Lawrence dans la comédie dramatique acclamée par la critique et le public Happiness Therapy.
En 2016, elle reprend son rôle de Nicky Parsons au côté de Matt Damon dans le film Jason Bourne.
Entre 2017 et 2020, elle joue le rôle principal dans la série Riviera.
En 2022, elle joue dans Esther 2 : Les Origines.

## Filmographie

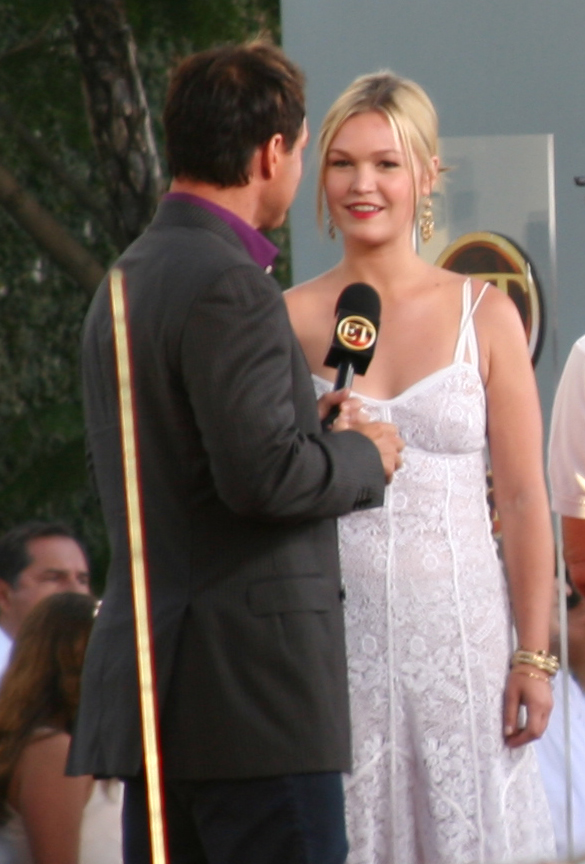
Julia Stiles – ici interviewée par (ET) – lors de la première de La Vengeance dans la peau à Hollywood en juin 2007.

### Comme actrice

#### Cinéma

##### Longs métrages
- 1996 : I Love You, I Love You Not de Billy Hopkins : la jeune amie de Nana
- 1997 : Ennemis rapprochés (The Devil's Own) d'Alan J. Pakula : Bridget O'Meara
- 1998 : Vilaine (Wicked) de Michael Steinberg : Ellie Christianson
- 1998 : Éveil à la vie (Wide Awake) de M. Night Shyamalan : Neena Beal
- 1999 : Dix Bonnes Raisons de te larguer (10 Things I Hate About You) de Gil Junger : Kat Stratford
- 2000 : In Love (Down to You) de Kris Isacsson : Imogen
- 2000 : Hamlet de Michael Almereyda : Ophelia
- 2000 : Séquences et conséquences (State and Main) de David Mamet : Carla
- 2001 : Save the Last Dance de Thomas Carter : Sara
- 2001 : The Business of Strangers de Patrick Stettner : Paula Murphy
- 2001 : Othello 2003 (O) de Tim Blake Nelson : Desi Brable
- 2002 : La Mémoire dans la peau (The Bourne Identity) de Doug Liman : Nicolette « Nicky » Parsons
- 2003 : Ivresse et conséquences (A Guy Thing) de Chris Koch : Becky
- 2003 : Carolina de Marleen Gorris : Carolina Mirabeau
- 2003 : Le Sourire de Mona Lisa (Mona Lisa's Smile) de Mike Newell : Joan Brandwyn
- 2004 : Le Prince et Moi (The Prince and Me) de Martha Coolidge : Paige Morgan
- 2004 : La Mort dans la peau (The Bourne Supremacy) de Paul Greengrass : Nicky Parsons
- 2005 : Edmond de Stuart Gordon : Glenna
- 2005 : Crime City (A Little Trip to Heaven) de Baltasar Kormákur : Isold
- 2006 : La Malédiction (The Omen) de John Moore : Katherine Thorn
- 2007 : La Vengeance dans la peau (The Bourne Ultimatum) de Paul Greengrass : Nicky Parsons
- 2008 : Gospel Hill de Giancarlo Esposito : Rosie
- 2009 : Le Cri du hibou (The Cry of the Owl) de Jamie Thraves : Jenny Thierolf
- 2012 : It's a Disaster de Todd Berger : Tracy Scott
- 2012 : Between Us de Dan Mirvish
- 2012 : Happiness Therapy (Silver Linings Playbook) de David O. Russell : Veronica
- 2013 : Closed Circuit de John Crowley : Joanna Reece
- 2014 : Out of the Dark de Lluís Quílez : Sarah Harriman
- 2015 : La Fabuleuse Gilly Hopkins (The Great Gilly Hopkins) de Stephen Herek : Courtney Rutherford Hopkins
- 2016 : Manipulations (Misconduct) de Shintaro Shimosawa : Jane Clemente
- 2016 : 11:55 d'Ari Issler et de Ben Snyder : Janine
- 2016 : Jason Bourne de Paul Greengrass : Nicky Parsons
- 2016 : Viens avec moi (Blackway) de Daniel Alfredson : Lillian
- 2016 : The Drowning de Bette Gordon : Lauren Seymour
- 2017 : Trouble de Theresa Rebeck : Rachel
- 2019 : Queens (Hustlers) de Lorene Scafaria : Elizabeth
- 2021 : The God Committee d'Austin Stark : Dr Jordan Taylor
- 2022 : Esther 2 : Les Origines (Orphan : First Kill) de William Brent Bell : Tricia Albright

##### Courts métrages
- 2009 : Passage de Shekhar Kapur : Ella
- 2010 : Sexting de Neil LaBute : la jeune femme
- 2012 : Stars in Shorts : la jeune femme

#### Télévision

##### Séries télévisées
- 1993-1994 : Ghostwriter : Erica Dansby
- 1996 : Promise Land : Megan Walker
- 1997 : Les Ailes de l'amour (Before Women Had Wings) : Phoebe Jackson
- 1997 : La Vie à tout prix (Chicago Hope) : Corey Sawicki
- 2001 : Saturday Night Live : Jenna Bush
- 2010 : Dexter : Lumen Ann Pierce
- 2012 : Jan : Blue
- 2012 - 2013 : Blue : Blue
- 2014 : The Mindy Project : Jessica Lieberstein
- 2017 - 2020 : Riviera : Georgina Clios
- 2022 : The Lake : Maisy-May

##### Téléfilms
- 1999 : The 60's : Katie Herlihy
- 2012 : Midnight Sun : Leah Kafka
- 2013 : Le Candidat de mon cœur (The Makeover) : Hannah

### Comme réalisatrice et scénariste
- 2007 : Raving (court métrage)

## Distinctions

### Récompenses
- Festival international du film de Karlovy Vary 1998 : meilleure actrice pour Wicked
- Chicago Film Critics Association Awards 2000 : actrice la plus prometteuse pour Dix Bonnes Raisons de te larguer
- MTV Movie Awards 2000 :meilleure révélation féminine pour Dix Bonnes Raisons de te larguer
- National Board of Review Awards 2000 : meilleure distribution d'ensemble pour Séquences et conséquences - récompense partagée
- Florida Film Critics Circle Awards 2001 : meilleure distribution d'ensemble pour Séquences et conséquences - récompense partagée
- OFCS Awards 2001 : meilleure distribution d'ensemble pour Séquences et conséquences - récompense partagée
- MTV Movie Awards 2001 :
  - Meilleure actrice pour Save the Last Dance
  - Meilleur baiser pour Save the Last Dance - partagée avec Sean Patrick Thomas
  - Meilleure scène de combat pour Save the Last Dance - partagée avec Bianca Lawson

### Nominations
- YoungStar Awards 1999 : meilleure actrice pour Dix Bonnes Raisons de te larguer
- Teen Choice Awards 1999 :
  - Meilleure actrice pour Dix Bonnes Raisons de te larguer
  - Meilleure scène d'amour pour Dix Bonnes Raisons de te larguer – partagée avec Heath Ledger
- Teen Choice Awards 2000 :
  - Meilleure actrice pour In Love
  - Meilleure alchimie pour In Love – partagée avec Freddie Prinze Jr.
- MTV Movie Awards 2001 : meilleure actrice pour Save the Last Dance
- Satellite Awards 2002 : meilleure actrice dans un second rôle pour The Business of Strangers
- Teen Choice Awards 2004 :
  - Meilleure actrice dans une comédie romantique pour Le Prince et Moi
  - Meilleure actrice dans un drame pour Le Sourire de Mona Lisa
- Teen Choice Awards 2006 : meilleure actrice dans un film d'horreur pour La Malédiction
- Screen Actors Guild Awards 2011 : meilleure distribution pour une série dramatique pour Dexter – nomination partagée
- Festival de télévision de Monte-Carlo 2011 : Nymphe d'or de la meilleure actrice dans une série télévisée dramatique pour Dexter
- Primetime Emmy Awards 2011 : meilleure actrice invitée dans une série télévisée dramatique pour Dexter
- Golden Globes 2011 : meilleure actrice dans un second rôle dans une série, une mini-série ou un téléfilm pour Dexter
- Gotham Independent Film Awards 2012 : meilleure distribution pour Happiness Therapy – nomination partagée
- Phoenix Film Critics Society Awards 2012 : meilleure distribution pour Happiness Therapy – nomination partagée

## Voix françaises
En France
| - Dorothée Pousséo dans : - Le Sourire de Mona Lisa - Happiness Therapy - The Mindy Project (série télévisée) - Queens - Droit de vie et de mort - Le Lac (série télévisée) - Amélie Gonin, dans : - In Love - Hamlet - Élisabeth Ventura, dans : - Othello 2003 - Dexter (série télévisée) - Élise Otzenberger, dans : - La Mémoire dans la peau - La Mort dans la peau - Charlotte Correa, dans : - La vengeance dans la peau - Jason Bourne | Et aussi - Sylvie Jacob dans Ennemis rapprochés, - Laura Préjean dans American Sixties - Marie-Eugénie Maréchal dans Dix Bonnes Raisons de te larguer - Karine Foviau dans Séquences et conséquences, - Barbara Kelsch dans Le Prince et Moi - Barbara Tissier dans Ivresse et Conséquences - Catherine Le Hénan dans 666 : La Malédiction - Marie Chevalot dans Le Candidat de mon cœur (téléfilm) - Ingrid Donnadieu dans Closed Circuit - Claire Beaudoin dans La Fabuleuse Gilly Hopkins - Karin Clercq (Belgique) dans Viens avec moi |

Au Québec
| - Camille Cyr-Desmarais dans : - Dix choses que je déteste chez toi - La Fille de mes rêves - Le Prince et Moi - Typiquement masculin - La Mort dans la peau - Edmond - La Vengeance dans la peau - Le bon côté des choses - Jason Bourne - Arnaque en talons | Et aussi - Émilie Durand dans 0 - Pascale Montreuil dans Gospel Hill |